# Claudia Ciesla
Claudia Ciesla (Wodzisław Śląski, 12 febbraio 1987) è una modella tedesca.

## Biografia
Di padre polacco e madre tedesca, Claudia Ciesla è cresciuta nella cittadina di Bukow, in Polonia, a circa 8 km dal confine ceco nella zona della Slesia in cui risiede una minoranza tedesca (dal 1939 al 1945 era territorio germanico).
Claudia ha iniziato la carriera di modella a 15 anni lavorando in spettacoli nel mondo della moda e del ballo. A 17 anni si è trasferita in Germania ed è divenuta una nota glamour model su internet. Il suo nome d'arte è CClaudia, ma di frequente appare anche con il suo vero nome, Claudia Ciesla. La sua prima importante apparizione su internet è avvenuta sulla rivista BrianX all'inizio del 2005. Ciò le procurò un'eccezionale pubblicità.
Claudia è poi apparsa sulla carta stampata nella rivista tedesca Matador (una delle più vendute riviste di lifestyle maschile). Scoperta dall'ex direttore capo dell'edizione tedesca di Playboy, Stefan Gessulat, è comparsa nel numero di agosto 2005 di Matador (oltre 10 pagine) quale Miss Matador. Qui, per la prima volta, ha posato a seno nudo per un servizio fotografico di alto livello estetico. Successivamente ha ricevuto molte offerte da vari fotografi e riviste per servizi di nudo o a seno nudo. Offerte sempre rifiutate, con una sola eccezione per il quotidiano Bild.
Ha inoltre posato per molti servizi fotografici bikini-style, e la sua carriera è decollata a velocità vertiginosa; è attualmente conosciuta e visibile su centinaia di siti internet. In rete può contare su molti fan groups, quali il suo US Fan Group (Yahoo-Model-Group), che si classifica, con i suoi 30.000 iscritti, al secondo posto tra i 9.300 gruppi in rete dedicati alle modelle negli Stati Uniti. Il suo Yahoo Group in Francia, con oltre 4.600 iscritti, si piazza al numero 1 nella stessa categoria.
Nelle comunità virtuale si è discusso molto sulla genuinità dei seni di Claudia. Ciò ha suscitato l'interesse della Bild, che ha organizzato per CClaudia una visita presso la Beauty Surgery Clinique di Norimberga dal Dr. Bruckner, uno dei più noti medici tedeschi. Claudia è stata esaminata dal Dr. Bruckner in persona. Il responso, pubblicato con grande risalto sulla Bild, ha confermato l'assenza di protesi e che i seni di Claudia sono completamente naturali.

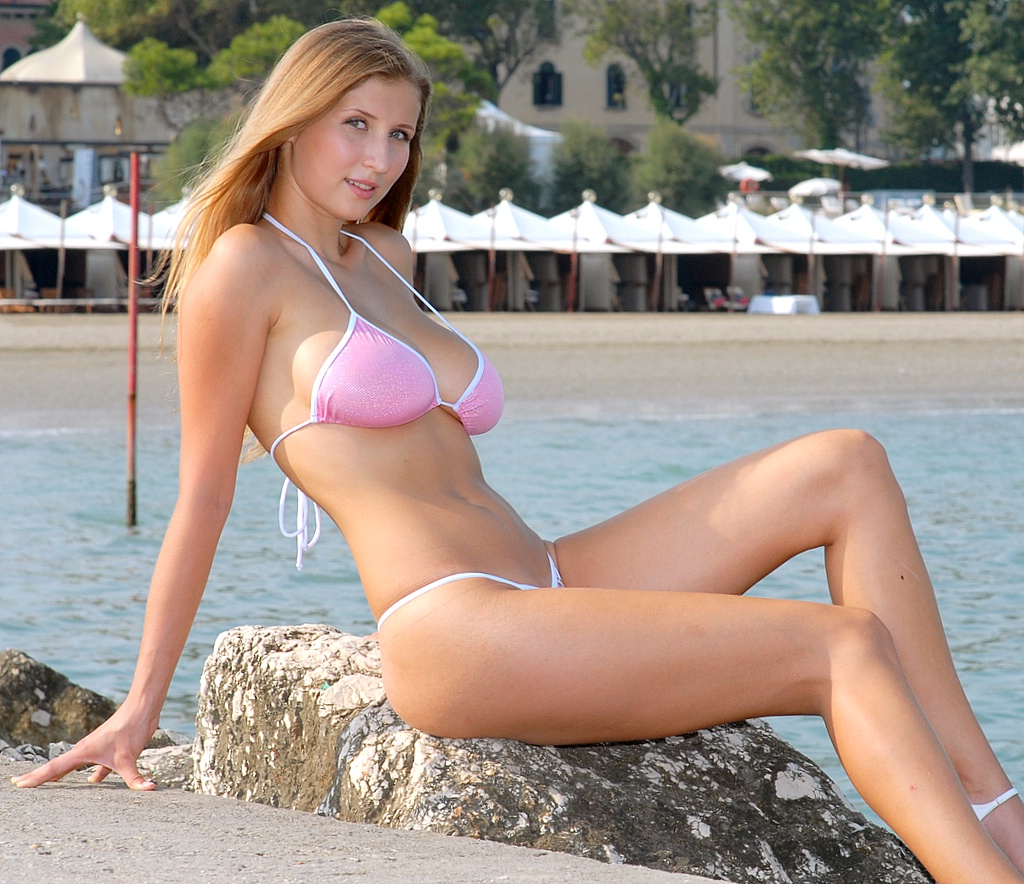
Ciesla nel 2006

Nel marzo del 2006 Claudia ha vinto una votazione indetta tra gli abbonati dei siti internet di Auto Bild (il più venduto quotidiano tedesco di motori), Bild (il più venduto quotidiano tedesco ed europeo), SAT1 e Kabeleins (ambedue importanti emittenti televisive tedesche), battendo abbondantemente le sue rivali con 350.000 visite al suo profilo, e classificandosi al primo posto quale Super Girl di Germania del 2006. Nel maggio dello stesso anno è stata scelta dalla Bild come Worldcup Girl 2006, e durante il successivo campionato del mondo 2006 è apparsa per sette volte sulla prima pagina di sette edizioni del quotidiano.
Nel 2007, ha fatto un'apparizione in una soap-opera tedesca per internet Beach Baby Constance, nel ruolo di Daisy Vanderburg.. Nello scorso novembre ha dichiarato in un'intervista, che i suoi piani dopo la sua carriera di modella, prevedono che lei diventi una consulente fiscale.
Nel 2008 Claudia Ciesla in Austria è stata scelta come "Regina delle nevi 2008". Nella stagione turistica 2007-2008, ha rappresentato uno dei villaggi sciistici più ricchi di neve al mondo ed è apparsa in vari eventi ed interventi promozionali, servizi fotografici per riviste, pubblicità e opuscoli, ed infine ha anche fatto un servizio fotografico per la rivista MOTOR-Freizeit and TRENDS in Austria. - Il New Indian Express ha riportato che Ciesla reciterà in un film di Bollywood intitolato Karma accanto a Carlucci Weyant, Alma Saraci e Dj Perry, facendo così parte di una troupe internazionale che girerà il film in India. Il regista M.S. Shahjahan ha riferito in un'intervista che ci saranno molti ingaggi per Ciesla a Bollywood.
Il suo singolo dell'estate 2008 "I love dancing in Espana" è scritto da un compositore inglese Gordon Lorenz, ed il video è stato girato a casa sua in Llandudno, Galles. Nel luglio 2008 interviene come Guest-Star nella Serie-TV Outsiders in Palermo, nuova sit-com italiana che parla di giovani studenti universitari. Qui Claudia Ciesla si scopre un'abilissima attrice, che interpreta la parte di una studentessa tedesca che si reca a Palermo, grazie al progetto ERASMUS. Ad agosto 2008 Claudia ha interpretato il ruolo da protagonista femminile nella co-produzione Indo-germanica Ki Jana Pardes.

### Bollywood

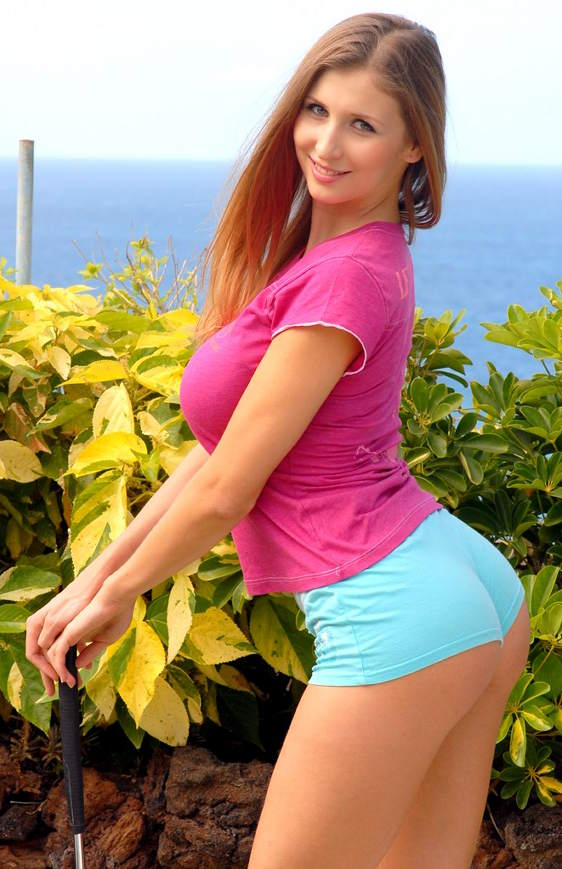
Ciesla nel 2007

Tra agosto e settembre Claudia è stata a Calcutta (India) per interpretare il ruolo di una giornalista tedesca per il film 10:10 insieme con la pluripremiata star indiana Soumitra Chatterjee, Claudia ha anche cantato la canzone per i titoli di testa del film. Claudia è stata invitata da Sandeep Marwah, il Proprietario dei Marwah Studios ed ha visitato Noida Film City in India ed è stata presentata come membro vitalizio dei Film Internazionali e TV Club dell'Accademia Asiatica di Film e Televisione. Secondo il quotidiano The Times of India, Claudia Ciesla ha deciso di convertirsi alla religione Induista. Lei ha dichiarato: "Io ho avuto la possibilità di conoscere la filosofia indiana e la religione Hindu e le sue divinità, amo come viene sottolineato l'aspetto della tolleranza, mi piace molto il pensiero di Karma e reincarnazione." Claudia è stata invitata dal LPU ed è stata insignita come ambasciatrice del marchio della "Lovely Professional University". L'Università LPU le ha anche riconosciuto un premio come "nuovo volto straniero promettente in India". -
Claudia è stata premiata con il prestigioso Karmaveer Puraskaar Award per il suo coinvolgimento nel lavoro sociale, il 26 novembre 2009.Il Puraskaar Karmaveer, è il CONGO's Award nazionale del popolo per la giustizia sociale e di azione che onori i cittadini interessati. In passato, Kajol, guru di annunci e attivista sociale, Alyque Padamsee, Dr. Leo Rebello, Rahul Bose, Remo Fernandes, M S Swaminathan (Father of the Green Revolution in India) hanno beneficiato del Puraskar Karmaveer.
Ciesla il 4 ottobre 2009 è stata una dei partecipanti del Grande Fratello indiano chiamato Bigg Boss, nella terza stagione.